# Наташа Голлова
Наташа Голлова (чеськ. Nataša Gollová, нім. Ada Goll; 27 лютого 1912, Брно, Моравія, Австро-Угорщина — 29 жовтня 1988, Прага, Чехословаччина) — чехословацька акторка.

## Біографія
Наташа Голлова народилася 27 лютого 1912 року в Брно, Моравія, Австро-Угорщина. З 1930 по 1984 рік вона знялася в 55 фільмах та телевізійних шоу.
Акторка померла 29 жовтня 1988 року в Празі, Чехословаччина. Похована на Вишеградському кладовищі.

## Фільмографія
| Рік  |   | Українська назва                      | Оригінальна назва                    | Роль |
| ---- | - | ------------------------------------- | ------------------------------------ | ---- |
| 1939 | ф | «Крістіан»                            | чеськ. Kristian                      |      |
| 1939 | ф | «Єва робить дурниці»                  | чеськ. Eva tropí hlouposti           |      |
| 1940 | ф | «Дівчина в блакитному»                | чеськ. Dívka v modrém                |      |
| 1940 | ф | «Катакомби»                           | чеськ. Katakomby                     |      |
| 1940 | ф | «Травнева казка»                      | чеськ. Pohádka máje                  |      |
| 1941 | ф | «Приємна людина»                      | чеськ. Roztomilý člověk              |      |
| 1941 | ф | «Готель „Блакитна зірка“»             | чеськ. Hotel Modrá hvězda            |      |
| 1942 | ф | «Зачарована»                          | чеськ. Okouzlená                     |      |
| 1943 | ф | «Дурна мрія»                          | чеськ. Bláhový sen                   |      |
| 1943 | ф | «Щасливої дороги»                     | чеськ. Šťastnou cestu                |      |
| 1951 | ф | «Пекар імператора — Імператор пекаря» | чеськ. Císařův pekař - Pekařův císař |      |
| 1966 | ф | «Привид палацу Моррісвілль»           | чеськ. Fantom Morrisvillu            |      |